# Панозеро (озеро, Сегежский район)
Панозеро — озеро на территории Поповпорожского и Идельского сельских поселений Сегежского района Республики Карелии.

## Общие сведения
Площадь озера — 5 км², площадь водосборного бассейна — 3250 км². Располагается на высоте 98,4 метров над уровнем моря.
Форма озера лопастная, продолговатая: оно вытянуто с северо-запада на юго-восток. Берега каменисто-песчаные, местами заболоченные.
Через озеро протекает река Онда, впадающая в Нижний Выг.
В северо-западную оконечность Панозера впадает река Пана, имеющая основной приток — Эллинручей.
В озере расположено не менее шести безымянных островов различной площади.
Код объекта в государственном водном реестре — 02020001311102000008357.